# Amphoe Pho Prathap Chang
Amphoe Pho Prathap Chang (Thai: อำเภอ โพธิ์ประทับช้าง) ist ein Landkreis (Amphoe – Verwaltungs-Distrikt) im Westen der Provinz Phichit. Die Provinz Phichit liegt im südlichen Teil der Nordregion von Thailand.

## Geographie
Benachbarte Landkreise (von Norden im Uhrzeigersinn): die Amphoe Sam Ngam, Mueang Phichit, Taphan Hin, Bueng Na Rang der Provinz Phichit und Bueng Samakkhi der Provinz Kamphaeng Phet.

## Geschichte
Der Kreis Pho Prathap Chang wurde am 24. Juni 1967 zunächst als „Zweigkreis“ (King Amphoe) gegründet, bestehend aus Tambon, die von den Bezirken Mueang Phichit und Pho Thale abgespalten wurden. Am 1. September 1973 erhielt Pho Prathap Chang den vollen Amphoe-Status.
Der Bezirk wurde benannt nach dem buddhistischen Tempel (Wat) Wat Pho Prathap Chang, der von König Phrachao Suea von Ayutthaya an seinem Geburtsort gebaut wurde. Von diesem Tempel sind heute nur noch die Ruinen zu sehen.

## Verwaltung

### Provinzverwaltung
Der Landkreis Pho Prathap Chang ist in sieben Tambon („Unterbezirke“ oder „Gemeinden“) eingeteilt, die sich weiter in 98 Muban („Dörfer“) unterteilen.
| Nr. | Name              | Thai        | Muban | Einw. |
| --- | ----------------- | ----------- | ----- | ----- |
| 01. | Pho Prathap Chang | โพธิ์ประทับช้าง | 12    | 6.463 |
| 02. | Phai Tha Pho      | ไผ่ท่าโพ      | 10    | 6.577 |
| 03. | Wang Chik         | วังจิก        | 10    | 4.211 |
| 04. | Phai Rop          | ไผ่รอบ       | 18    | 7.794 |
| 05. | Dong Suea Lueang  | ดงเสือเหลือง  | 15    | 5.403 |
| 06. | Noen Sawang       | เนินสว่าง     | 14    | 6.282 |
| 07. | Thung Yai         | ทุ่งใหญ่       | 19    | 7.741 |

### Lokalverwaltung
Es gibt zwei Kommunen mit „Kleinstadt“-Status (Thesaban Tambon) im Landkreis:
- Phai Rop (Thai: เทศบาลตำบลไผ่รอบ) bestehend aus dem kompletten Tambon Phai Rop.
- Pho Prathap Chang (Thai: เทศบาลตำบลโพธิ์ประทับช้าง) bestehend aus dem kompletten Tambon Wang Chik und den Teilen der Tambon Pho Prathap Chang, Phai Tha Pho.

Außerdem gibt es fünf „Tambon-Verwaltungsorganisationen“ (องค์การบริหารส่วนตำบล – Tambon Administrative Organizations, TAO)
- Pho Prathap Chang (Thai: องค์การบริหารส่วนตำบลโพธิ์ประทับช้าง) bestehend aus Teilen des Tambon Pho Prathap Chang.
- Phai Tha Pho (Thai: องค์การบริหารส่วนตำบลไผ่ท่าโพ) bestehend aus Teilen des Tambon Phai Tha Pho.
- Dong Suea Lueang (Thai: องค์การบริหารส่วนตำบลดงเสือเหลือง) bestehend aus dem kompletten Tambon Dong Suea Lueang.
- Noen Sawang (Thai: องค์การบริหารส่วนตำบลเนินสว่าง) bestehend aus dem kompletten Tambon Noen Sawang.
- Thung Yai (Thai: องค์การบริหารส่วนตำบลทุ่งใหญ่) bestehend aus dem kompletten Tambon Thung Yai.